# A-League 2015/16
Die A-League 2015/16 war die 11. Spielzeit der australischen Profifußballliga A-League. Jede der zehn Mannschaften spielte dreimal gegen jede andere. Die reguläre Season begann am 8. Oktober 2015 mit dem Spiel Western Sydney Wanderers gegen Brisbane Roar und endete am 10. April 2016 mit dem Spiel zwischen dem Sydney FC und Perth Glory. Die Finalrunde begann am 23. April und wurde mit dem Grand Final am 1. Mai 2016 beendet.
Adelaide United konnte seinen ersten Meistertitel gewinnen. Zusammen mit den Western Sydney Wanderers qualifizierten sie für die AFC Champions League 2017. Brisbane Roar starteten als Ligadritter in der Qualifikation zur Champions League. Melbourne Victory waren amtierende Premiershipsieger und australischer Meister.

## Teilnehmer und ihre Spielstätten
| Team                     | Stadt                      | Jahre in der Liga | Heimstadion              | Kapazität     |
| ------------------------ | -------------------------- | ----------------- | ------------------------ | ------------- |
| Adelaide United          | Adelaide, South Australia  | seit 2005         | Coopers Stadium          | 17.000        |
| Brisbane Roar            | Brisbane, Queensland       | seit 2005         | Suncorp Stadium          | 52.500        |
| Central Coast Mariners   | Gosford, New South Wales   | seit 2005         | Central Coast Stadium    | 20.059        |
| Melbourne City FC        | Melbourne, Victoria        | seit 2010         | AAMI Park                | 30.500        |
| Melbourne Victory        | Melbourne, Victoria        | seit 2005         | Etihad Stadium AAMI Park | 53.359 30.050 |
| Newcastle Jets           | Newcastle, New South Wales | seit 2005         | Hunter Stadium           | 33.000        |
| Perth Glory              | Perth, Western Australia   | seit 2005         | nib Stadium              | 20.500        |
| Sydney FC                | Sydney, New South Wales    | seit 2005         | Allianz Stadium          | 45.500        |
| Wellington Phoenix       | Wellington, Neuseeland     | seit 2007         | Westpac Stadium          | 36.000        |
| Western Sydney Wanderers | Sydney, New South Wales    | seit 2012         | Pirtek Stadium           | 21.500        |

## Abschlusstabelle
| Pl. | Verein                   | Sp. | S  | U  | N  | Tore    | Diff. | Punkte |
| --- | ------------------------ | --- | -- | -- | -- | ------- | ----- | ------ |
| 1.  | Adelaide United          | 27  | 14 | 7  | 6  | 045:280 | +17   | 49     |
| 2.  | Western Sydney Wanderers | 27  | 14 | 6  | 7  | 044:330 | +11   | 48     |
| 3.  | Brisbane Roar            | 27  | 14 | 6  | 7  | 049:400 | +9    | 48     |
| 4.  | Melbourne City FC        | 27  | 13 | 5  | 9  | 063:440 | +19   | 44     |
| 5.  | Perth Glory              | 27  | 13 | 4  | 10 | 049:420 | +7    | 43     |
| 6.  | Melbourne Victory (P, M) | 27  | 11 | 8  | 8  | 040:330 | +7    | 41     |
| 7.  | Sydney FC                | 27  | 8  | 10 | 9  | 036:360 | ±0    | 34     |
| 8.  | Newcastle Jets           | 27  | 8  | 6  | 13 | 028:410 | −13   | 30     |
| 9.  | Wellington Phoenix       | 27  | 7  | 4  | 16 | 034:540 | −20   | 25     |
| 10. | Central Coast Mariners   | 27  | 3  | 4  | 20 | 033:700 | −37   | 13     |

| Zum Saisonende 2015/16: |                                                                |
| Australischer Premiershipsieger, Teilnahme am Halbfinale der Finalrunde und Teilnahme an der AFC Champions League 2017: Adelaide United Teilnahme am Halbfinale der Finalrunde und Teilnahme an der AFC Champions League 2017: Western Sydney Wanderers Teilnahme am Viertelfinale der Finalrunde und Teilnahme an den Play-offs zur AFC Champions League 2017: Brisbane Roar Teilnahme am Viertelfinale der Finalrunde: Melbourne City FC, Perth Glory & Melbourne Victory |                                                                |
| |                                                                |
| Zum Saisonende 2014/15: |                                                                |
| (P) | Amtierender australischer Premiershipsieger: Melbourne Victory |
| (M) | Amtierender australischer Meister: Melbourne Victory           |

## Finalrunde
|  | Viertelfinale | Viertelfinale     | Viertelfinale |  |  | Halbfinale | Halbfinale           | Halbfinale |  |   | Finale          | Finale               | Finale |
|  |               |                   |               |  |  |            |                      |            |  |   |                 |                      |        |
|  |               |                   |               |  |  | 2          | Western Sydney Wand. | 5          |  |   |                 |                      |        |
|  | 3             | Brisbane Roar     | 2             |  |  | 3          | Brisbane Roar        | 4          |  |   |                 |                      |        |
|  | 6             | Melbourne Victory | 1             |  |  |            |                      |            |  | 1 | Adelaide United | 3                    |        |
|  |               |                   |               |  |  |            |                      |            |  |   | 2               | Western Sydney Wand. | 1      |
|  |               |                   |               |  |  | 1          | Adelaide United      | 4          |  |   |                 |                      |        |
|  | 4             | Melbourne City FC | 2             |  |  | 4          | Melbourne City FC    | 1          |  |   |                 |                      |        |
|  | 5             | Perth Glory       | 0             |  |  |            |                      |            |  |   |                 |                      |        |

### Viertelfinale
|                                                                  |   |                   |           |
| Fr., 15. April 2016 in Brisbane (Suncorp Stadium)                |   |                   |           |
| Brisbane Roar                                                    | – | Melbourne Victory | 2:1 (0:0) |
| So., 17. April 2016 in Melbourne (Melbourne Rectangular Stadium) |   |                   |           |
| Melbourne City FC                                                | – | Perth Glory       | 2:0 (1:0) |

### Halbfinale
|                                                     |   |                   |                      |
| Fr., 22. April 2016 in Adelaide (Hindmarsh Stadium) |   |                   |                      |
| Adelaide United                                     | – | Melbourne City FC | 4:1 (0:0)            |
| So., 24. April 2016 in Sydney (Parramatta Stadium)  |   |                   |                      |
| Western Sydney Wand.                                | – | Brisbane Roar     | 5:4 n. V. (4:4, 2:3) |

### Grand Final
| Adelaide United                                             | Adelaide United | Western Sydney Wanderers | Western Sydney Wanderers |
| ----------------------------------------------------------- | --- | --- | ------------------------ |
| Adelaide United                                             | \| Grand Final \| \| 1. Mai 2016 um 15:30 Uhr (ACST) in Adelaide (Adelaide Oval) \| \| Ergebnis: 3:1 (2:0) \| \| Zuschauer: 50.119 \| \| Schiedsrichter: Jarred Gillett \| \| Spielbericht \|                                                                                  | \| Grand Final \| \| 1. Mai 2016 um 15:30 Uhr (ACST) in Adelaide (Adelaide Oval) \| \| Ergebnis: 3:1 (2:0) \| \| Zuschauer: 50.119 \| \| Schiedsrichter: Jarred Gillett \| \| Spielbericht \|                                                                                     | Western Sydney Wanderers |
| Adelaide United                                             | Eugene Galekovic – Craig Goodwin, Dylan McGowan, Michael Marrone (73. Tarek Elrich) – Marcelo Carrusca (86. Pablo Sánchez), Bruce Kamau (90.+2' George Mells), Iacopo La Rocca, Isaías Sánchez, Stefan Mauk – Sergio Cirio, Bruce Djite Cheftrainer: Guillermo Amor ( Spanien) | Andrew Redmayne – Scott Jamieson (86. Shannon Cole), Nikolai Topor-Stanley , Alberto Aguilar Leiva, Scott Neville – Dimas Delgado, Andreu Guerao (78. Kearyn Baccus), Mitch Nichols (56. Dario Vidosic) – Romeo Castelen, Mark Bridge, Brendon Šantalab Cheftrainer: Tony Popovic | Western Sydney Wanderers |
| Adelaide United                                             | 1:0 Bruce Kamau (22.) 2:0 Isaías Sánchez (34.) 3:1 Pablo Sánchez (90.) | 2:1 Scott Neville (59.) | Western Sydney Wanderers |
| Adelaide United                                             | Nikolai Topor-Stanley (33.), Andreu Guerao (42.), Scott Jamieson (50.), Dimas Delgado (81.) | | Western Sydney Wanderers |
| Grand Final                                                 | | |                          |
| 1. Mai 2016 um 15:30 Uhr (ACST) in Adelaide (Adelaide Oval) | | |                          |
| Ergebnis: 3:1 (2:0)                                         | | |                          |
| Zuschauer: 50.119                                           | | |                          |
| Schiedsrichter: Jarred Gillett                              | | |                          |
| Spielbericht                                                | | |                          |

## Statistiken

### Kreuztabelle
Die Kreuztabelle stellt die Ergebnisse aller Spiele der regulären Season dar. Die Heimmannschaft ist in der linken Spalte, die Gastmannschaft in der oberen Zeile aufgelistet.
| Heim- / Gastmannschaft   | Adelaide United |     | Central Coast Mariners | Melbourne City FC | Melbourne Victory | Newcastle United Jets |     | Sydney FC |     | Western Sydney Wanderers |     | Adelaide United |     | Central Coast Mariners | Melbourne City FC | Melbourne Victory | Newcastle United Jets |     | Sydney FC |     | Western Sydney Wanderers |
| Adelaide United          |                 | 3:0 | 3:1                    | 2:4               | 0:0               | 0:0                   | 1:0 | 2:1       | 3:0 | 1:1                      |     |                 | 4:2 | 0:1                    |                   | 1:0               |                       | 2:2 |           |     |                          |
| Brisbane Roar            | 3:0             |     | 2:1                    | 1:1               | 5:0               | 2:2                   | 1:0 | 3:2       | 2:1 | 3:2                      | 1:4 |                 | 4:0 | 3:1                    |                   | 2:1               | 2:1                   |     |           |     |                          |
| Central Coast Mariners   | 2:3             | 0:1 |                        | 1:5               | 3:3               | 0:1                   | 3:2 | 1:3       | 1:1 | 0:2                      |     |                 |     |                        | 0:2               | 2:4               |                       | 2:2 | 3:1       | 1:2 |                          |
| Melbourne City FC        | 0:2             | 3:1 | 3:1                    |                   | 2:1               | 2:3                   | 5:1 | 2:2       | 3:1 | 0:3                      |     |                 | 4:1 |                        | 2:2               |                   |                       | 3:0 | 3:0       | 3:2 |                          |
| Melbourne Victory        | 2:1             | 4:0 | 2:1                    | 3:2               |                   | 1:1                   | 1:1 | 1:0       | 3:0 | 1:1                      | 0:1 | 0:0             |     |                        |                   |                   |                       | 1:1 |           | 2:0 |                          |
| Newcastle Jets           | 0:0             | 1:1 | 1:1                    | 0:4               | 1:0               |                       | 1:6 | 0:1       | 3:1 | 1:2                      |     |                 |     | 2:1                    | 0:1               |                   | 1:2                   |     | 3:2       | 0:1 |                          |
| Perth Glory              | 3:1             | 6:3 | 2:1                    | 2:2               | 1:0               | 2:0                   |     | 0:0       | 1:2 | 2:2                      | 1:3 |                 | 4:0 | 3:2                    | 3:2               |                   |                       |     |           |     |                          |
| Sydney FC                | 0:2             | 0:0 | 4:1                    | 1:1               | 2:4               | 1:0                   | 1:2 |           | 0:0 | 1:0                      |     | 1:3             |     |                        |                   | 2:0               | 4:0                   |     | 1:3       | 1:1 |                          |
| Wellington Phoenix       | 4:2             | 3:2 | 1:3                    | 2:1               | 2:0               | 1:2                   | 0:1 | 1:1       |     | 0:2                      | 0:4 | 0:0             |     |                        | 1:4               |                   | 1:2                   |     |           |     |                          |
| Western Sydney Wanderers | 0:0             | 1:3 | 4:1                    | 4:3               | 2:0               | 2:0                   | 1:0 | 1:2       | 2:1 |                          | 0:0 | 2:1             |     |                        |                   |                   | 2:1                   |     | 2:5       |     |                          |

### Torschützenliste
Bei gleicher Anzahl von Treffern sind die Spieler alphabetisch geordnet.
| Platz                  | Spieler          | Mannschaft               | Tore |
| ---------------------- | ---------------- | ------------------------ | ---- |
| 01                     | Bruno Fornaroli  | Melbourne City FC        | 23   |
| 02                     | Jamie Maclaren   | Brisbane Roar            | 18   |
| 03                     | Besart Berisha   | Melbourne Victory        | 17   |
| 04                     | Diego Castro     | Perth Glory              | 13   |
| 05                     | Aaron Mooy       | Melbourne City FC        | 11   |
| 06                     | Filip Hološko    | Sydney FC                | 10   |
|                        | Andy Keogh       | Perth Glory              | 10   |
|                        | Mitch Nichols    | Western Sydney Wanderers | 10   |
|                        | Harry Novillo    | Melbourne City FC        | 10   |
|                        | Brendon Santalab | Western Sydney Wanderers | 10   |
| Stand: Ende der Saison |                  |                          |      |

## Auszeichnungen
| Auszeichnung                                           | Gewinner                            |
| ------------------------------------------------------ | ----------------------------------- |
| Johnny Warren Medal (Spieler des Jahres)               | Diego Castro (Perth Glory)          |
| Golden Boot Award (Bester Torschütze)                  | Bruno Fornaroli (Melbourne City FC) |
| Young Footballer of the Year (U-23-Spieler des Jahres) | Jamie Maclaren (Brisbane Roar)      |
| A-League Coach of the Year (Trainer des Jahres)        | Guillermo Amor (Adelaide United)    |
| Referee of the Year (Schiedsrichter des Jahres)        | Jarred Gillett                      |
| Joe Marston Medal (Bester Spieler im Grand Final)      | Isaías (Adelaide United)            |
| Goalkeeper of the Year (Torhüter des Jahres)           | Thomas Sørensen (Melbourne City FC) |